# Kanō Yasuhiro
Kanō Yasuhiro (叶 恭弘 Diệp Cung Hoằng, sinh ngày 16 tháng 12 năm 1970) là một mangaka người Nhật, nổi tiếng với các tác phẩm như Pretty Face, M×0 và Kagami no Kuni no Harisugawa.

## Works
- Midnight Magic
- Black City (1992)
- Tokyo Ants (2001)
- Pretty Face (2002)
- M×0 (2006)
- MP0
- She Monkey
- Snow in the Dark
- Doki Doki Summer Beach (2008)
- Akizukin Eliza (2009)
- Loop (2009)
- Kagami no Kuni no Harisugawa (2011)